# 코체니시

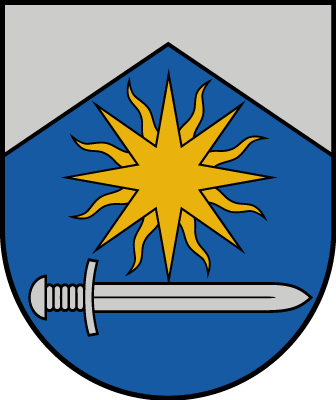
시 문장

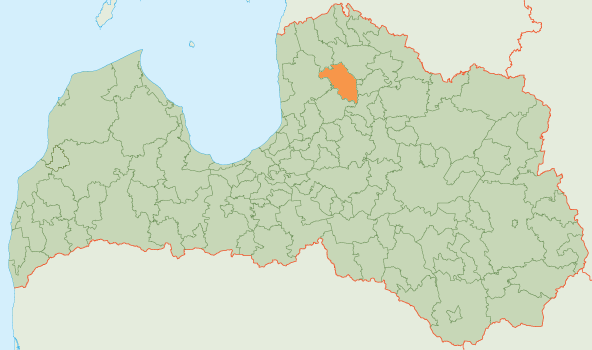
코체니 시의 위치

코체니시(라트비아어: Kocēnu novads)는 라트비아의 지방 자치체로 행정 중심지는 코체니이며 면적은 498.1km2, 인구는 7,031명(2009년 기준), 인구 밀도는 14명/km2이다. 5개 교구를 관할한다. 2009년까지 사용된 이름은 발미에라 시(Valmieras novads)였다.